# Wenzel von Olmütz
Wenzel von Olmütz, též Wenceslaus von Olomouc a Václav z Olomouce (aktivní 1471-1497 v Olomouci, pravděpodobně až do 1502 v i, Praze), byl severomoravský mědirytec a zlatník období pozdní gotiky; pobýval pravděpodobně také v Německu (event. v Holandsku?)

## Život
O životě Václav z Olomouce jsou jen nepřímé písemné doklady. Jeho grafické listy jsou označeny písmenem "W" a jeho celé jméno lze odvodit z nápisu „· WENCESLAUS · DE · OLOMUCZ · IBIDEM ·“ ve spodní části kopie grafického listu Martina Schongauera Smrt Panny Marie. O jeho profesi zlatníka svědčí ručně psaný nápis (pravděpodobně apokryfní) na jednom z grafických listů Bolestný Kristus podle Martina Schongauera, kde se uvádí „Dieser stecher hat wenzel geheißen, ist ain goldschmit gewesen“ (Tento rytec se jmenoval Václav a byl zlatníkem).
Německý historik Max Lehrs věnoval Václavovi z Olomouce zatím jedinou knižní monografii a pátral po něm v meziválečném období pouze v olomouckých archivech, proto výzkum nepřinesl žádné výsledky. Johann Michael Fritz vyjádřil pochybnost, zda Václav byl zlatníkem nebo jen návrhářem zlatnických prací, podobně jako Heinrich Aldegrever nebo bratři Schongauerové, od kterých se také žádná zlatnická práce nedochovala. Podle Dany Stehlíkové čtyři jeho návrhy monstrancí svědčí pro domácí působení (dochované monstrance z Tišnova a z Březníka) a není vyloučeno, že je totožný s českým zlatníkem Václavem z Olomouce, který byl činný v Praze na Malé Straně od roku 1497 nejméně do roku 1502. Ivo Hlobil si povšiml dvou mědirytin, nalepených na přídeští olomouckého Clipea

## Dílo
Max Lehrs uvádí 91 známých rytin Wenzela von Olmütz. Většinou se jedná o kopie děl jiných současných německých rytců, jako je Martin Schongauer, Meister des Hausbuches, Israhel van Meckenem, Monogramista RB nebo Albrecht Dürer.
Jeho původní prací je např. rytina se scénou Poslední večeře. V souvislosti s reformací vytvořil také karikaturu papežské moci Roma Caput Mundi, s monstrem a kastelem San Angelo a papežským vězením v pozadí. Jeho mědirytina Die Zigeunerfamilie (Cikánská rodina) je patrně nejstarším vyobrazením Cikánů v Čechách a na Moravě.
Značka "W" byla dlouho považována za signaturu Dürerova učitele Michaela Wolgemuta. Tato interpretace je problematická, protože Wolgemut se zabýval dřevořezem a neměl důvod kopírovat své žáky ani jiné umělce. Signatura "W" nemůže být Wolgemutova i vzhledem k dataci některých kopií grafických listů, jako např. Dürerovy rytiny Doktorův sen, pocházející z konce 15. století. Wolgemut byl také zcela závislý na církevních zakázkách a ke karikatuře papeže neměl žádný důvod. Stylistické srovnání, provedené Adamem von Bartsch, mezi kopií Smrti Panny Marie podle Schongauera, nesoucí celé jméno rytce a dalšími listy označenými signaturou „W“, umožnilo prokázat, že se jednalo o stejný rukopis umělce.
Wenzel von Olmütz byl mezi prvními, kdo do grafiky převedli díla z jiných médií. Kopíroval např. dvě scény z oltářních křídel Stefana Lochnera, představující Umučení sv. Bartoloměje a Umučení sv. Ondřeje v kostele sv. Vavřince v Kolíně nad Rýnem. Lze tak odvodit možný pobyt rytce ve městě Kolín nad Rýnem. Kopíroval také díla rytce (nebo rytců) označovaného Meister des Amsterdamer Cabinets a je tedy možné, že pobýval i v Holandsku.
Zlatnické návrhy na pohár, gotické tabernákly, architekturu a monstrance jsou považovány za originální díla autora.

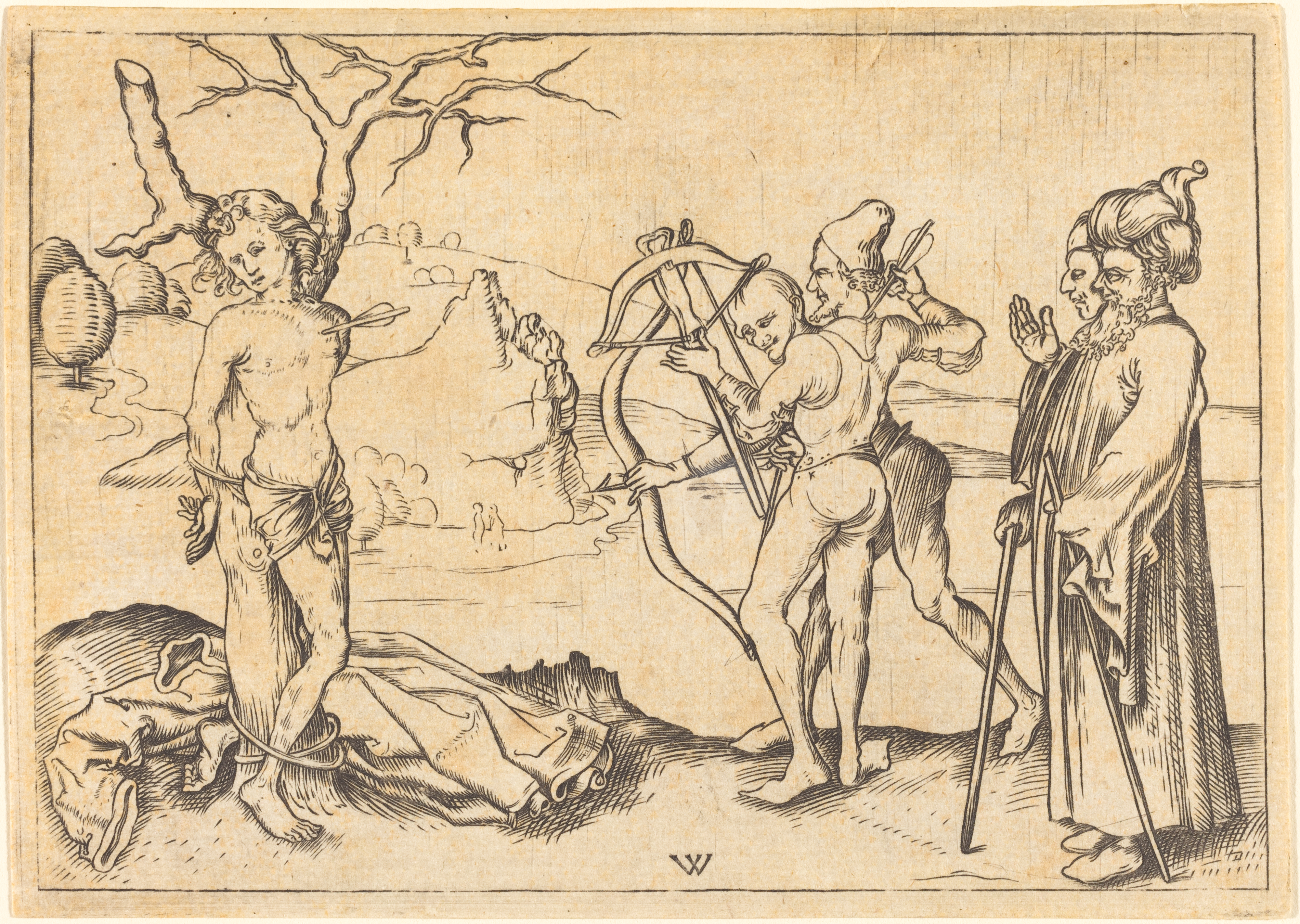
Anonym - podle Wenzel von Olmütz: Utrpení sv. Šebestiána
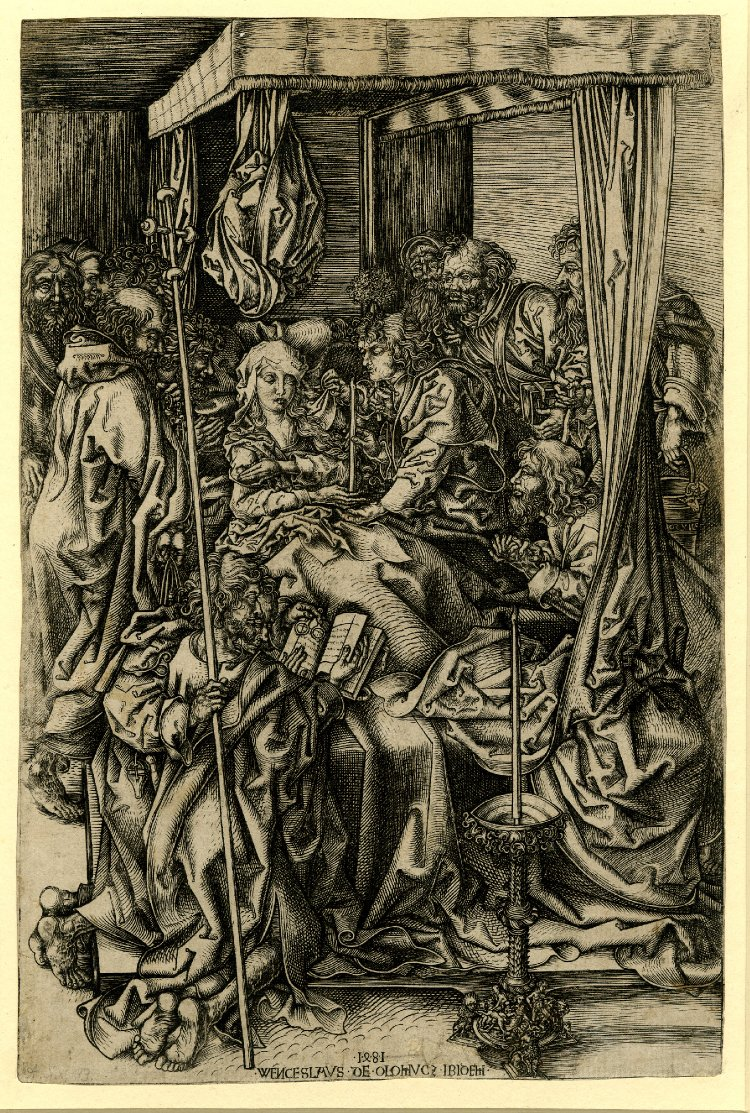
Smrt Panny Marie (podle Martina Schongauera), British Museum
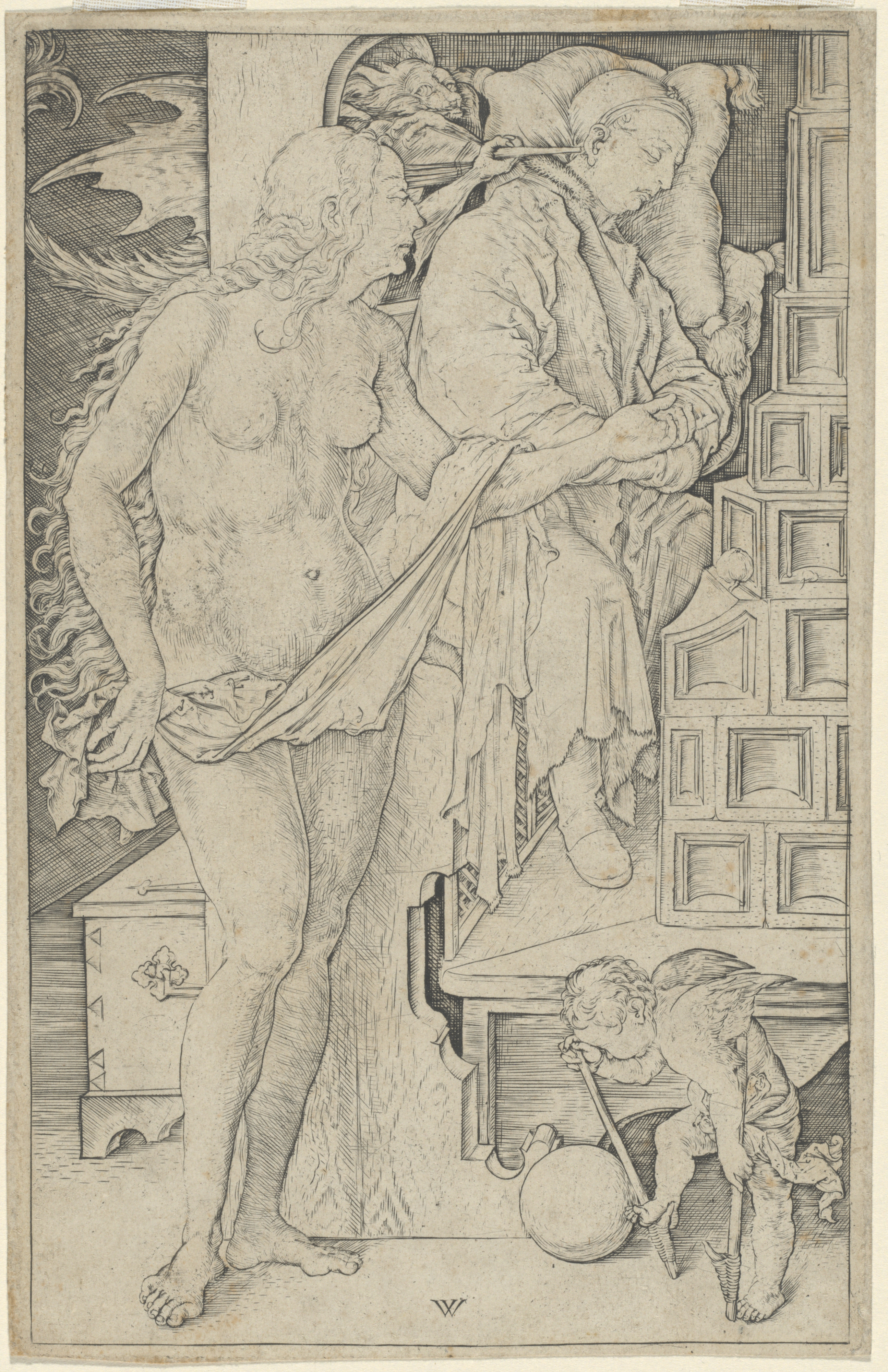
Wenzel von Olmutz (podle Albrechta Dürera): Doktorův sen
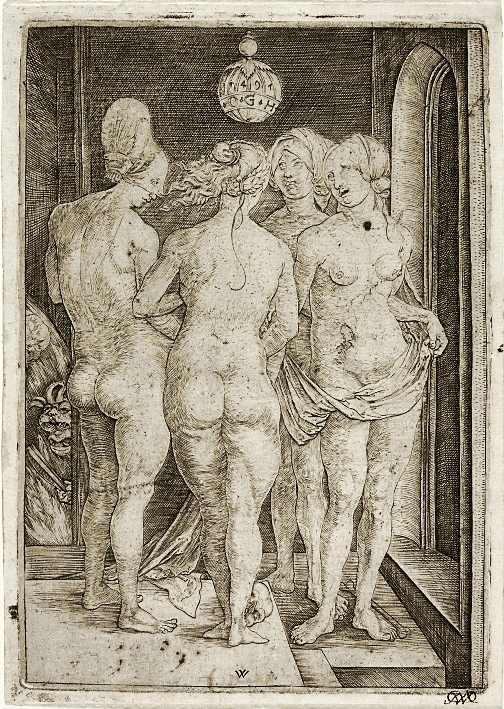
Wenzel von Olmutz (podle Albrechta Dürera): Čtyři čarodějnice
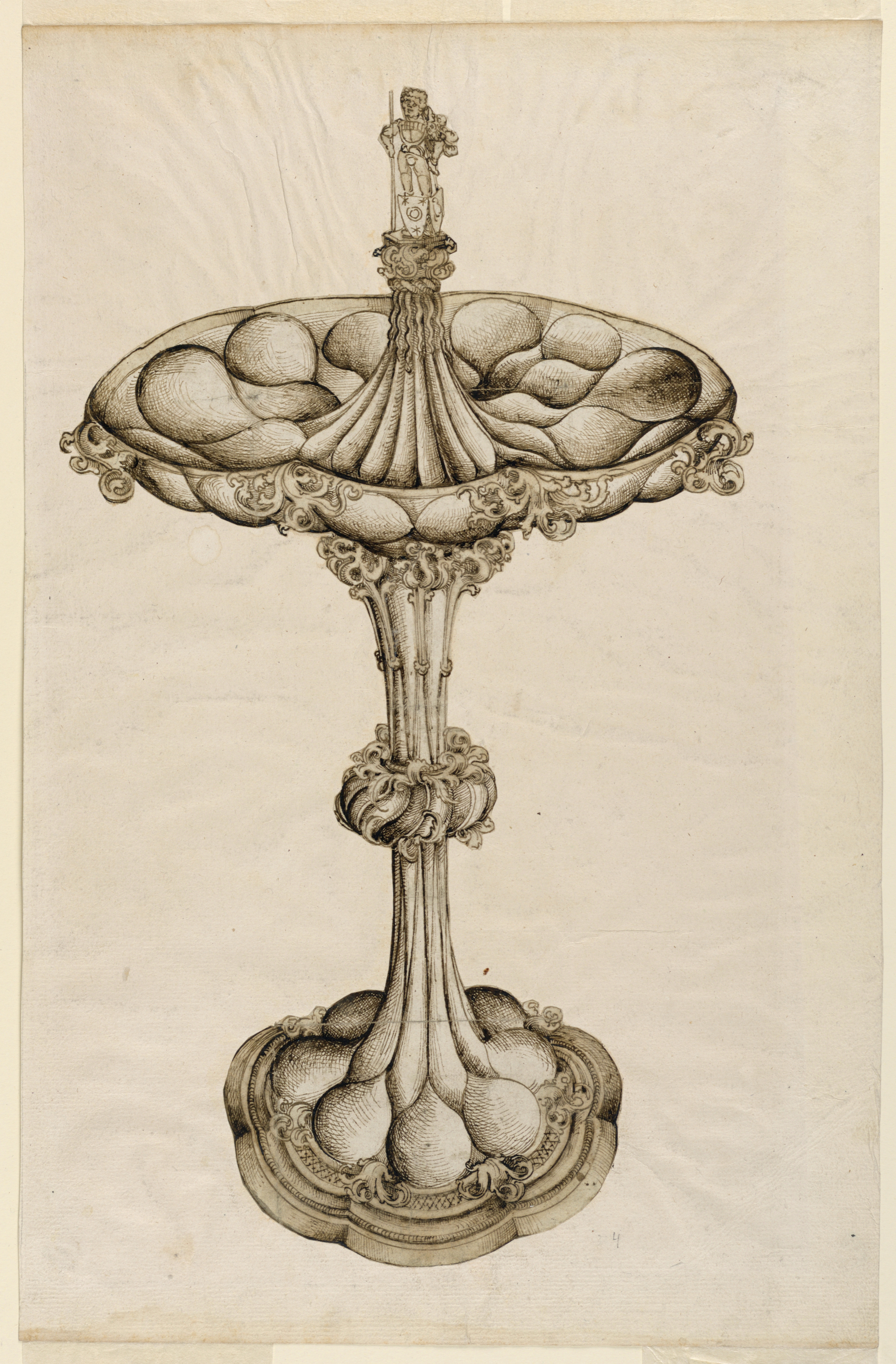
Wenzel von Olmütz, kresba stříbrného poháru, Cooper Hewitt, Smithsonian Design Museum
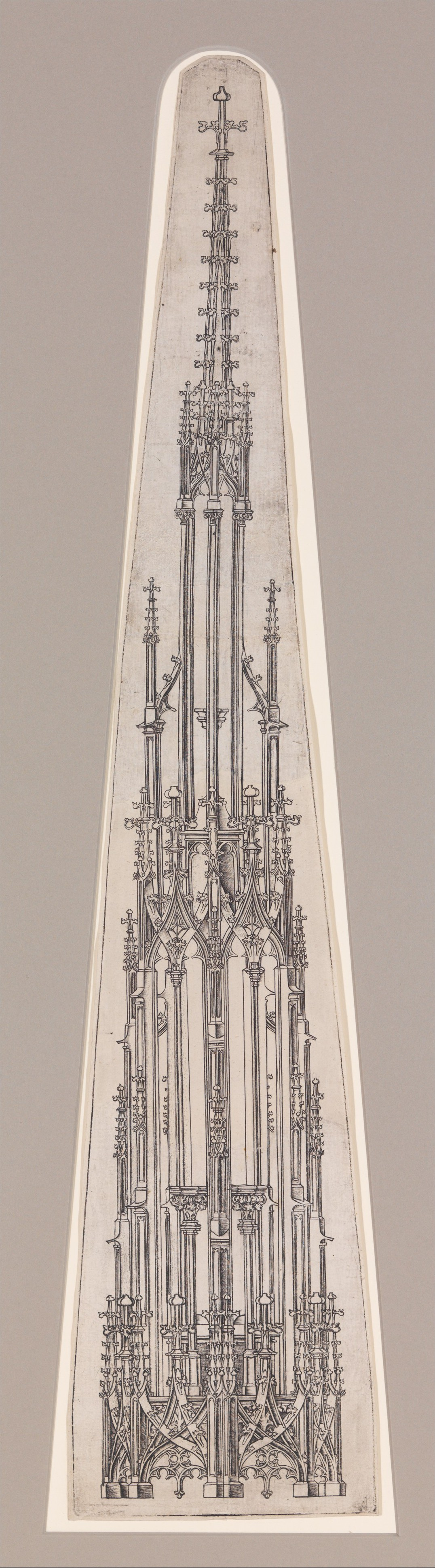
Wenzel von Olmütz Vrchol gotické věžičky na šestiúhelníkovém základu, MET
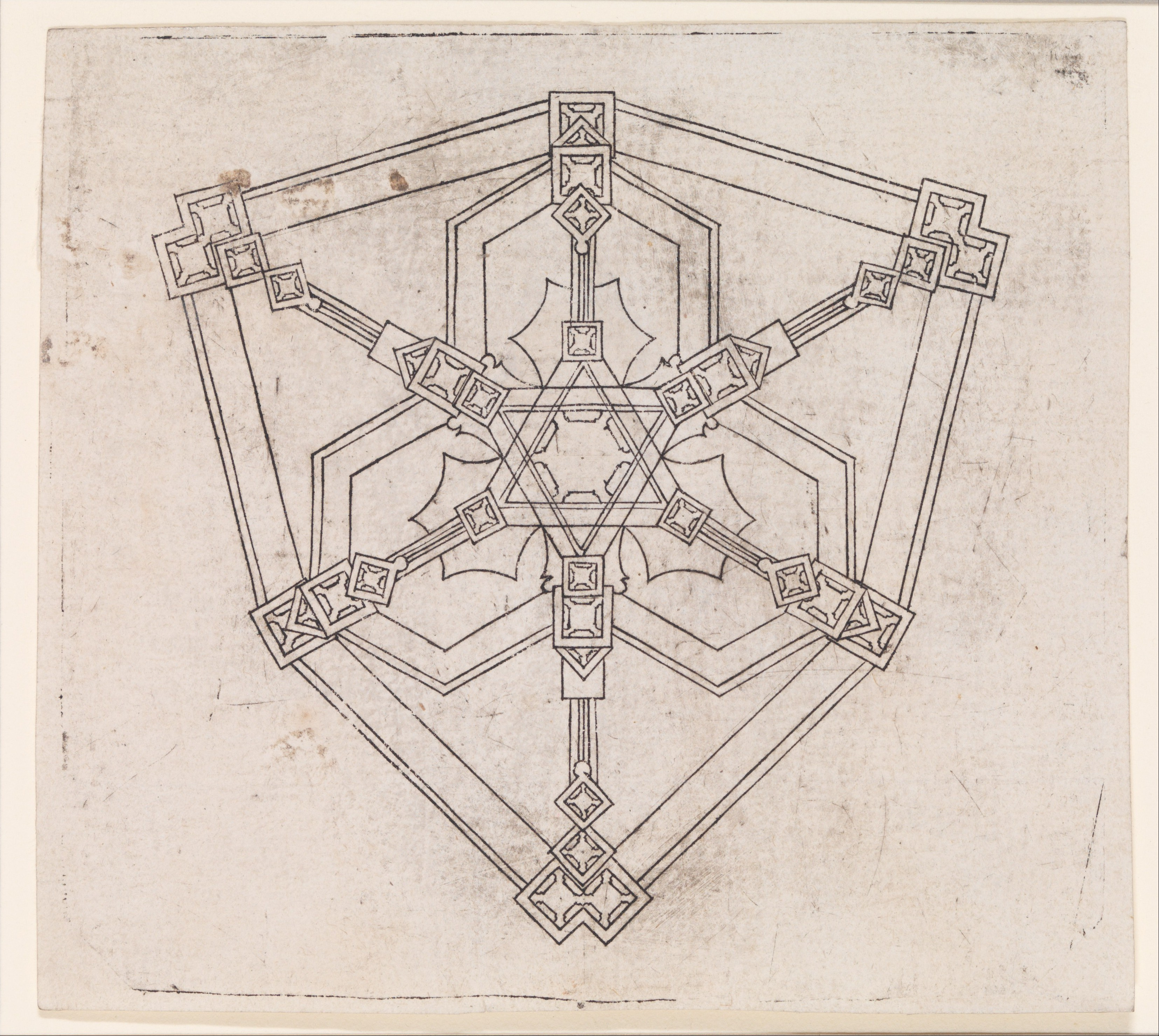
Wenzel von Olmütz Půdorys šestiboké gotické monstrance, MET

### Články
- Wilhelm Schmidt, « Wenzeslaus de Olomucz », Kunstchronik, vol. 22, no 12,‎ 1886-1887, s. 193-198
- Aude Briau, « Face à leur modèle. Les copies gravées d'après "La Mort de la Vierge de Martin Schongauer" », Les Cahiers d'Histoire de l'Art,‎ 2020, s. 18-33